# 族群刻板印象

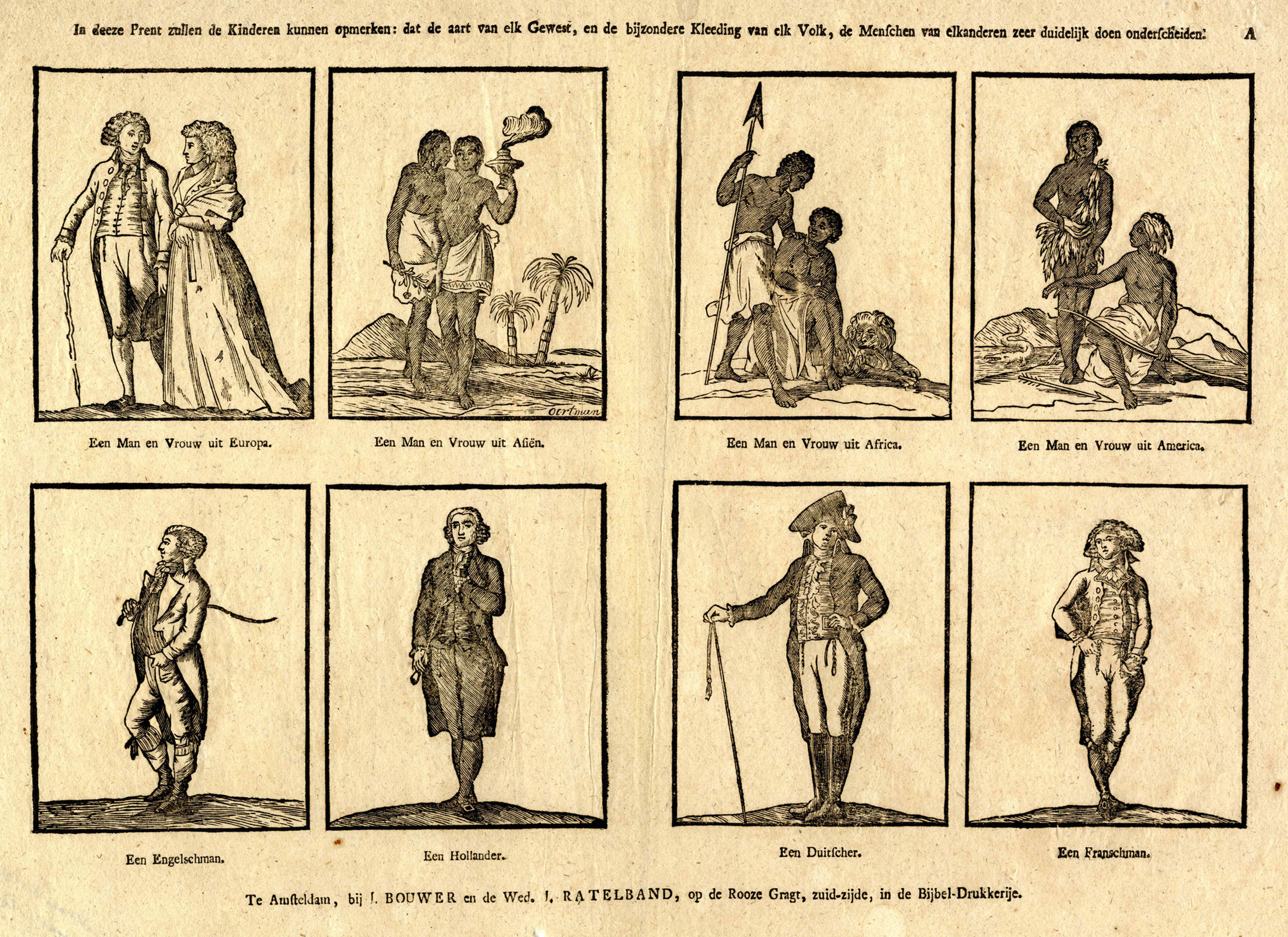
一幅十八世紀荷蘭的雕版畫，其中呈現了世界各地的人。在這幅畫中，亞洲人、美洲人和非洲人以野蠻人的樣貌呈現。畫作下方的人物則是英國人、荷蘭人、德國人和法國人。

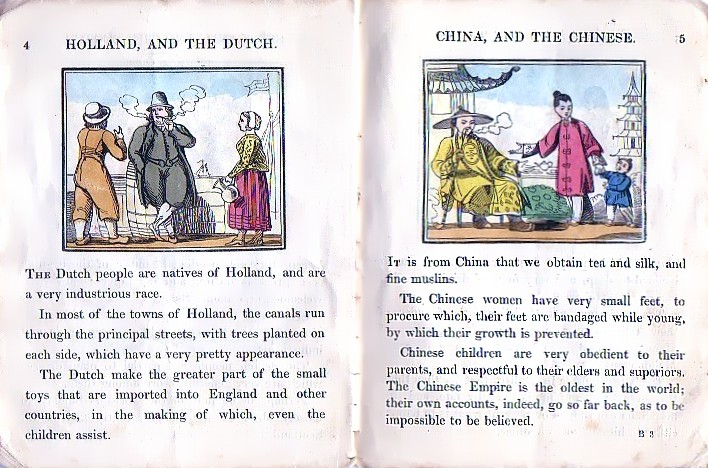
源自十九世紀童書的插畫，其中的荷蘭人被描述成「非常勤奮的民族」，而中國的兒童則被描述成「非常聽從父母的話」。

族群刻板印象，也就是所謂的民族性，是一種對某個特定族群或國家其成員的普遍特性的一種信念，這種信念可以涉及這些族群或國家成員的地位、社會或文化的常軌等等。也就是認為某個族群或國家的人都有某種特質、性格或傾向。民族性是指在一個社會中作為原型的相對功能性的人格特徵和模式。 假設其所有個人的行為都符合其社會規定的規範。換句話說，它是一個人與其國家其他成員共享的習慣和態度、慾望和傾向、觀點和意見、動機和標準、信仰和想法以及希望和抱負的總和。 
維根斯坦曾說「民族性」一詞「粗疏」且「危險」，容易被用以挑起族群對立。
族群刻板印象涉及的對象可以是一個人自身所屬的族群或國家，或者是其他的族群或其他的國家。對自己族群或國家的刻板印象，有助於維持族群認同。
有時人們會認為這些刻板印象包含了一些事實。但一項研究顯示事實並非如此。另外，有一個對49個文化進行的研究顯示，民族性並不反映該社會成員的平均人格特質。
很多仇外心態以及對族群的偏見都與對這些族群的刻板印象一起出現。
族群刻板印象常常以族群笑話的形式呈現，而這些笑話當中，有一部份多少被視為具有冒犯性。一個例子是Richard M. Steers和Luciara Nardon曾經在他們關於全球經濟的著作中，用「你有兩頭牛」的笑話來表現文化差異。以下是他們的一些笑話：
- 俄羅斯企業：你有兩頭牛。你喝了些伏特加，又重數了一次。你有五頭牛。俄羅斯黑手黨出現，拿走你所有的牛。
- 加州企業：你有成千上萬的牛，其中多數是非法的。

這類的笑話往往很好笑，因為這類的笑話以誇張的方式，呈現了不同的文化，而文化之間的顯著差異，也讓這類的笑話變得很普遍。Steers與Nardon也表示說，其他人認為閱讀這類以笑話呈現的文化刻板印象時，必須要小心。

## 例子
- 「日本人很禮貌、要求很龜毛」
- 「韓國人很賤、耍小手段爭取勝利、女人都是整形出來的」
- 「法國人很浪漫」
- 「德國人很守時、做事嚴謹、一板一眼」
- 「俄羅斯人很冷漠、很剽悍(被稱為戰鬥民族)、把伏特加當水喝，有很多美女」
- 「西班牙人总是迟到」
- 「義大利人只會背叛、任何時候都只會吃」
- 「英國人都煮黑暗料理」
- 「印度人都信仰印度教」

## 註解
1. ↑  .   [2019-11-07]. （原始内容存档于2019-11-07）.
2. ↑  Terracciano A, Abdel-Khalek AM, Adám N,  et al. . Science. Oct 2005, 310 (5745): 96–100. Bibcode:2005Sci...310...96T. PMC 2775052 . PMID 16210536. doi:10.1126/science.1117199.
3. ↑  . BBC News. 2002-05-07  [2009-01-22]. （原始内容存档于2018-08-27）.[來源可靠？]
4. ↑  . MSNBC.   [2018-06-22]. （原始内容存档于2013-01-21）. (2005)[來源可靠？]
"study author Robert McCrae of the National Institute on Aging."
5. ↑  Terracciano, A. . Science. 2005-10-07, 310 (5745): 96–100  [2018-06-22]. doi:10.1126/science.1117199. （原始内容存档于2021-12-11）.
6. ↑  Managing In The Global Economy, by  Richard M. Steers, Luciara Nardon (2005) ISBN 0-7656-1551-7

## 外部連結
- 18 Things You Shouldn’t Do Abroad